# Barnaby Fitzpatrick (7e baron d'Upper Ossory)
Pour les articles homonymes, voir Barnaby Fitzpatrick.
Barnaby Fitzpatrick (en irlandais Brian Mac Giolla Phádraig), 7e baron d'Upper Ossory, (mort en 1696) est le fils aîné et successeur de Barnaby 6e Baron d'Upper Ossory et de son épouse Catherine Everard,.

## Contexte
Barnaby ou Brian est le dernier membre de la famille Mac Giolla Phádraig, a détenir légalement la seigneurie et le titre de Baron d'Upper Ossory. En 1688 lors de la Glorieuse Révolution le  7e Baron Upper Ossory s'engage dans le parti de James II contre  Guillaume d' Orange, et il est déclaré hors la loi par le gouvernement de  Dublin en 1690. Le 11 mai 1691, il est proclamé déchu et la baronnie confisquée. Son neveu, homonyme et successeur, Barnaby (Brian)  Fitzpatrick (mort en 1698), le fils de son frère cadet John, parfois considéré comme le  « 8e Baron d'Upper Ossory », n'est pas autorisé à recevoir, légalement la seigneurie et le titre de baron d'Upper Ossory en raison de la déchéance de son oncle 

## Union et postérité
Barnaby Fitzpatrick 7e Baron d'Upper Ossory avait épousé  Margaret Butler, fille de Pierce Butler, 1er Vicomte Ikerrin qui lui donne cinq enfants dont quatre pré-décèdent:
- Brian, (ou  Barnaby) qui meurt célibataire de la Variole en 1687.
- Kieran, qui meurt en enfance.
- John, qui meurt en enfance.
- Catherine, qui meurt en enfance.
- Mary, la  « seule et infortunée », est l'unique enfant mentionnée dans les dernières volontés de son père.

Après la mort de Margaret il se remarie deux fois; la première avec Margaret Butler, fille et héritière de  James Baron Dunboyne; et une autre fois avec  Dorothy Wagstaff. Aucune de ces deux unions ne lui procurent de descendance.

## Sources
- (en) William Carrigan, The History and Antiquities of the Diocese of Ossory, vol. 1, Dublin, Sealy, Bryers & Walker, 1905
- Anthony Marinus Hendrik Johan Stokvis, préface de H. F. Wijnman, Manuel d'histoire, de généalogie et de chronologie de tous les États du globe, depuis les temps les plus reculés jusqu'à nos jours, Israël, 1966, Table n°28b Généalogie des rois d'Ossory II et des seigneurs de Haut-Ossory.